# Castelo de Birkenwald

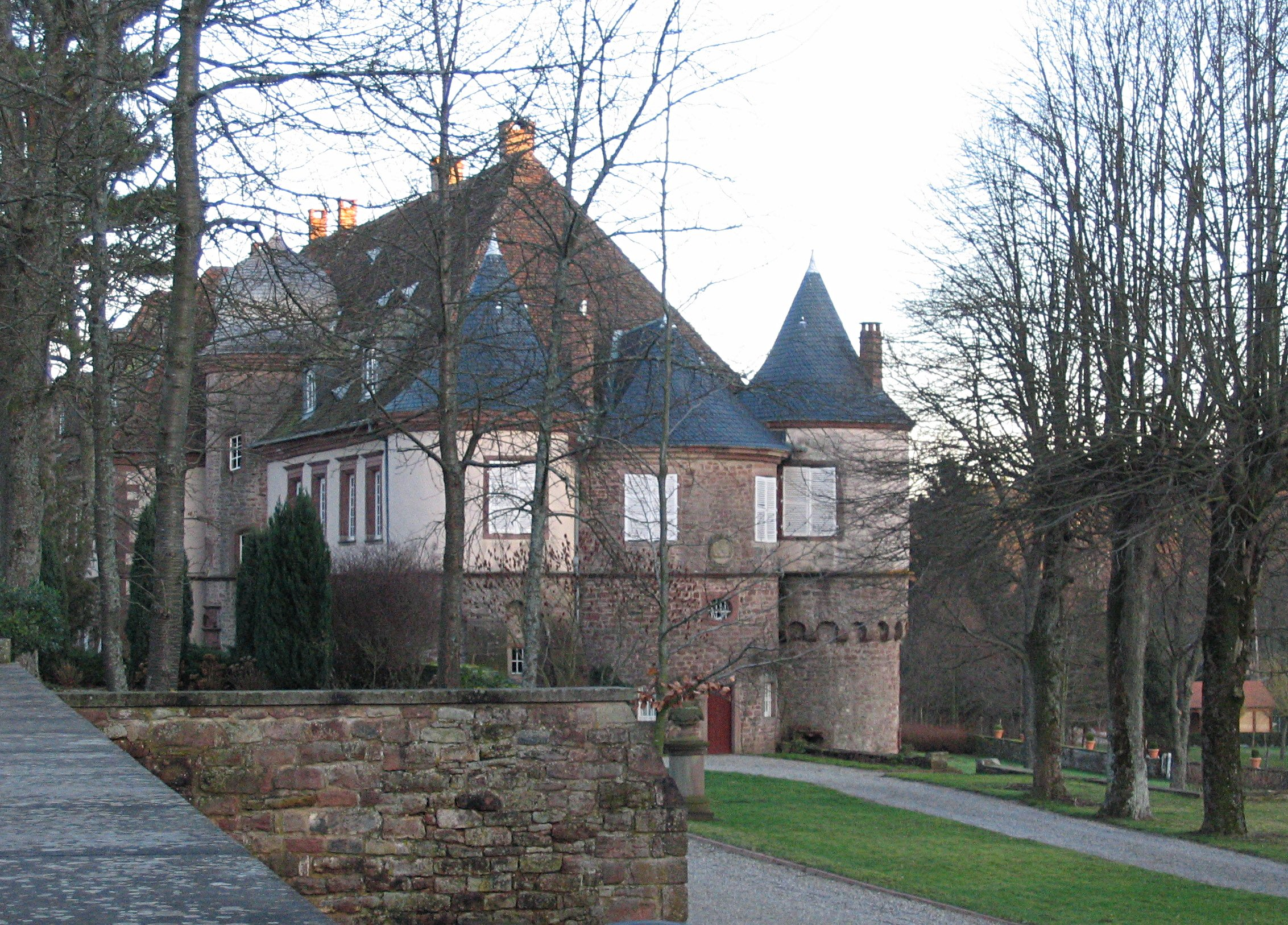
Château de Birkenwald

Château de Birkenwald é um castelo em Birkenwald, no departamento de Bas-Rhin, na França. A construção começou em 1562 no estilo renascentista. Tornou-se um monumento histórico listado em 16 de outubro de 1930.